# Cosmos (théorie des catégories)
Pour les articles homonymes, voir Cosmos.
En mathématiques, et plus spécifiquement en théorie des catégories, un cosmos (au pluriel cosmoi) est une catégorie monoïdale symétrique fermée qui est bicomplète. La notion a été introduite dans les années 1970 et est attribuée au mathématicien français Jean Bénabou,,. Elle généralise en un sens la construction d'un topos (qui est un modèle pour une théorie des ensembles) afin de faciliter l'étude des catégories enrichies (et des catégories d'ordre supérieur). Les cosmoi ainsi définis (« au sens de Bénabou ») sont utilisés comme base sur laquelle enrichir une catégorie.

## Exemples
- La catégorie des ensembles, étant cartésienne fermée et bicomplète,  est un cosmos. Une catégorie « enrichie sur Set » est une catégorie au sens habituel.
- De même la catégorie des catégories est un cosmos. Une catégorie enrichie sur Cat est une 2-catégorie (stricte).
- Toute catégorie de préfaisceaux (dotée de sa structure de catégorie cartésienne) est également un cosmos.
- En  particulier c'est le cas de la catégorie des ensembles simpliciaux.